# Ceres pisoteando los atributos de la guerra
Ceres pisoteando los atributos de la guerra es un cuadro del pintor Simon Vouet, realizado en 1635, que se encuentra en el Musée des Beaux-arts Thomas Henry de Cherburgo-Octeville, Francia.
Se presenta a la diosa itálica de la agricultura (más precisamente de las cosechas) triunfando sobre la guerra, siendo la deidad representada con unas espigas en la mano izquierda, atributo iconográfico de Ceres.
Ceres es habitualmente representada junto a otros dioses, como en los casos de la pintura de Rubens en Ceres y Pan del Museo del Prado, o Ceres y Pomona, también denominada Pomona y Vertumno, de Juan van der Hamen.